# メトロ・トランジット100形電車
メトロ・トランジット100形電車(メトロ・トランジット100がたでんしゃ)は、2004年6月26日より営業運転を開始したメトロ・トランジット(ミネソタ州)のLRT車両。

## 導入までの経緯
ブルーラインの開業に伴い2003年から2004年にかけて24両が導入され、2007年に3両が増備された。先行車は2003年3月にミネアポリスへ到着し、試験走行が行われた。ブルーライン開業時は24両のうち14両が営業運転に入ったが、2004年末までに残りの10両も順次営業運転を開始した。

## 概要
ボンバルディア・トランスポーテーションのフレキシティ・スウィフト(低床タイプ)を採用した。27両が在籍し、ブルーライン専用運用となっている。

## 車体
70%低床の部分低床構造で、3車体3台車の連接車となっている。車体はアルミニウム合金製で、上部と下部に裾絞りがある。ドアはプラグドアで、開閉時にブザーが鳴る。パンタグラフはB号車に設置されている。

## 走行機器
制御装置は2レベルPWMのIGBT-VVVFインバータ制御で、1C2M制御である。制御装置と補助電源装置はC-PCU装置として一体化され、A号車、B号車にそれぞれ1台ずつ屋根上に設置されている。
主電動機は軽量化を図った全閉外扇式のかご形三相誘導電動機を採用した。駆動方式はクイル式駆動方式であり、主電動機は車軸と平行に配置されている。
制御装置と主電動機は東芝製である。

## 諸元(テンプレート外)
- 制御装置
  - 定格出力: 550V
  - 定格電流: 412A
  - 質量: 685kg
  - 寸法(幅×長さ×高さ mm): 1600×1800×500
  - 冷却方式: 強制風冷
- 補助電源装置
  - 出力1: 三相208V 60Hz
  - 出力2: 単相120V 60Hz
  - 冷却方式: 強制風冷
- 主電動機
  - 質量: 470kg
  - 寸法(直径×幅 mm): 470×654
  - 極数: 6極
  - 定格電圧: 550V
  - 定格電流: 206A
  - 定格回転数: 2770rpm
  - 定格周波数: 140Hz